# Lydia (Luizjana)
Lydia – jednostka osadnicza w Stanach Zjednoczonych, w stanie Luizjana, w parafii Iberia.